# Nightingale-Bamford School
L'école Nightingale-Bamford (anglais : Nightingale-Bamford School) est un établissement scolaire privé new-yorkais pour filles, préparatoire aux écoles supérieures (prep school), situé dans l'Upper East Side, à Manhattan. Il a été fondé en 1920 par Frances Nicolau Nightingale et Maya Stevens Bamford. Ses frais de scolarité à l'année sont parmi les plus élevés des États-Unis.
La série de romans Gossip Girl de l'Américaine Cecily von Ziegesar, ancienne élève du lycée, est basée sur son expérience à Nightingale.

## Personnalités liées
- Shoshanna Lonstein-Gruss (1975-), autrice et créatrice de mode américaine.